# Грыжа Шморля
Грыжа Шморля (хрящевой узелок Шморля, узелок Шморля) — рентгенологический термин, впервые был описан немецким учёным и медиком Георгом Шморлем в 1927 году. В отличие от более известных горизонтальных грыж межпозвонковых дисков в спинномозговом канале или нервном отверстии, грыжа Шморля заключается в продавлении (проваливании) хрящевой ткани замыкательных пластин в губчатую кость, внутрь тела верхнего или нижнего позвонка. Чаще всего носит наследственный характер или появляется в детском возрасте при быстром росте ребёнка. Мягкие ткани успевают вытянуться с увеличением роста ребёнка, а костные ткани отстают, таким образом в губчатом теле позвонка образуются пустоты, в которые со временем продавливаются замыкательные пластины позвонков. Узел Шморля обычно находится в грудном или поясничном отделе позвоночника (в средней или нижней части спины).

## Диагностика
Грыжи Шморля (или хрящевые узлы), как правило, не имеют клинических проявлений и не вызывают болевых ощущений. Обнаруживают их рентгенологически при рентгенографии или рентгеноскопии позвоночника, а также с помощью рентгеновской компьютерной (КТ) томографии или магнитно-резонансной томографии (МРТ).

## Причины и признаки
- Дефекты врожденного характера передаются по наследству, характеризуются слабостью и неполноценностью хрящевой ткани. В результате формируются дефекты межпозвоночных дисков, выявляемые уже с рождения.
- Грыжа Шморля поясничного отдела[4] может быть и приобретенной. Ведущей причиной развития в данном случае являются травмы позвоночника (переломы, вывихи, подвывихи, удары) также дегенеративные заболевания (остеопороз, остеоартроз). Чаще приобретенные грыжи возникают в пожилом или старческом возрасте. При травме в результате резкой механической силы удара хрящ диск деформируется и смещается, формируя дефект. При остеоартрозе возникают дегенеративные изменения в хряще (нарушение его структуры), он теряет свою прочность и эластичность и образует узел.

Могут возникать и множественные грыжи Шморля, то есть одновременно в нескольких отделах, чаще они небольшие по размеру. Мелкие грыжи Шморля возникают при врожденной недостаточности хрящевой ткани.

## Прогноз
Эти грыжи опасны тем, что со временем в них может проваливаться межпозвонковый диск, что приведет к нарушению его функционирования. Они также являются предвестниками (слабым местом) компрессионного перелома позвонка, возникающего при большой не векторной нагрузке на позвоночник, или при сильном ударе — сдавливании позвоночника вдоль его оси.  Поэтому предпатологический процесс нужно остановить, увеличивать подвижность позвоночника.

## Лечение
Зачастую грыжа Шморля протекает бессимптомно, однако в некоторых случаях данная патология позвонков может вызывать болевые ощущения и, тем самым, значительно влияют на качество жизни. Грыжи Шморля, особенно если они невелики, как правило, не требуют особого лечения. Лечение обычно применяется при наличии болевого синдрома — в пояснице, реже в нижних конечностях. Применяется мануальная терапия, физиотерапия, лечебная физкультура. Лечение также бывает необходимо спортсменам. Грамотно составленная программа реабилитации, состоящая вначале из щадящих упражнений с постепенным увеличением нагрузки, позволяет через некоторое время вернуться в активный спорт. Вызывать настороженность должны большие грыжи Шморля, поскольку истончение тела позвонка увеличивает риск компрессионных переломов при значительных физических нагрузках. Помимо реабилитационных мероприятий, в тяжёлых, симптоматических грыжах Шморля для лечения позвоночного столба применяются: фузионная хирургия, Чрескожная флюороскопическая вертебропластика, а также Ингибиторы фактора некроза опухоли.